# پونته آلتو
پونته آلتو (به اسپانیایی: Puente Alto) یک کومونه شیلی در شیلی است که در استان کوردیلرا واقع شده‌است.
پونته آلتو ۸۸٫۲ کیلومترمربع مساحت و ۵۷۳٬۹۳۵ نفر جمعیت دارد و ۶۷۳ متر بالاتر از سطح دریا واقع شده‌است.